# Oxycheilinus arenatus
Oxycheilinus arenatus es una especie de peces de la familia Labridae en el orden de los Perciformes.

## Morfología
Los machos pueden llegar alcanzar los 19 cm de longitud total.

## Distribución geográfica
Se encuentra desde el Mar Rojo hasta las Islas Marshall y Samoa. También en Mozambique.